# Dick Kazmaier
Dick Kazmaier (Maumee, 23 november 1930 – Boston, 1 augustus 2013) was een Amerikaans American football-running back. Hij speelde van 1949 tot 1951 college football voor de Princeton University, waar hij in 1951 de Heisman Trophy won. Kazmaier speelde nooit in de NFL maar was een zeer succesvol en gerespecteerd zakenman. Hij was ook directeur van het Rode Kruis.

## Universitaire carrière
Op de middelbare school was Kazmaier een uitstekende leerling. Hij werd gerekruteerd door 23 verschillende scholen vanwege zijn sportkwaliteiten en koos uiteindelijk voor Princeton en ging daar ook football spelen voor het footballteam.
Kazmaier speelde als running back, kicker en quarterback, en eindigde zijn carrière bij Princeton hoog op de lijst van all-purpose-yards. Kazmaier had ongeveer 4000 yards aan offenses en 55 touchdowns.
Kazmaier werd benoemd tot All-American en won de Maxwell Award en de Heisman Trophy in 1951 na zijn senior seizoen. Kazmaier werd verkozen tot Ivy League Football Player van het decennium in 1960 en Time plaatste een foto van hem op de omslag. Hij was de laatste Heisman Trophy-winnaar die voor een Ivy League-instituut speelde. De Chicago Bears selecteerden hem in de NFL Draft van 1952, maar hij weigerde professioneel football te spelen. In plaats daarvan ging hij studeren aan de Harvard Business School. Nadat hij drie jaar had gediend in de marine en de rang van luitenant had behaald, begon Kazmaier zijn eigen investeringsfirma, Associated Inc, in Concord, Massachusetts.

## Latere leven
Kazmaier was directeur van het Rode Kruis, directeur van het Ladies Professional Golf Association, investeerder van Princeton University, directeur van de Knight Foundation on Intercollegiate Athletics en voorzitter van de President's Council on Fitness, Sports, and Nutrition onder de presidenten Ronald Reagan en George H.W. Bush. Ook was hij de grondlegger van de National Football Foundation and Hall of Fame. De NCAA gaf hem vanwege zijn prestaties een Silver Anniversary Award. Ook kreeg hij de National Football Foundation Distinguished American Award.
In 2007, tijdens een footballwedstrijd in Maumee, werd Kazmaier geëerd en zijn nummer (42) werd uit de roulatie genomen. Ook doneerde hij zijn Heisman Trophy aan de Maumee High School, waar het tegenwoordig in een prijzenkast staat. Het stadion van de school werd ook naar hem vernoemd. Zijn dochter, Patty Kazmaier-Sandt, een All-Ivy-lid van Princetons vrouwenijshockeyteam overleed in 1990 op 28-jarige leeftijd na een zeer zeldzame bloedziekte. In haar naam werd de Patty Kazmaier Award in het leven geroepen om Kazmaier te herdenken. De prijs wordt uitgereikt aan de beste vrouwelijke speler van college-ijshockey.

## Overlijden
Kazmaier overled op 1 augustus 2013 in Boston na een lange strijd tegen hart- en longziekten. Hij was 82 en liet zijn vrouw en vijf dochters achter.